# Alexia Moyano
Alexia Betiana Moyano (Comandante Luis Piedrabuena, Santa Cruz; 15 de febrero de 1982) es una actriz de cine, teatro y televisión argentina.

## Comienzos
Nacida en la pequeña aunque histórica ciudad de Comandante Luis Piedrabuena, en el sureste de la provincia de Santa Cruz, Argentina, Moyano vivió allí hasta que tuvo 16 años. En 1998 se mudó a Buenos Aires donde asistió a la Universidad de Buenos Aires y donde comenzó su interés por el teatro, con Virginia Lago.
En su primera obra de teatro le dio vida a María Josefa en una producción escolar de La Casa de Bernarda Alba, dirigida por Sebastián Kalhat y Marcela Bidegain. En 2005, se graduó con honores de la Universidad de Buenos Aires como Licenciada en Administración de Empresas. Luego de graduarse, comenzó a dedicarse al teatro.

## Carrera
Moyano continuó su formación actoral con Helena Tritek y actuando en anuncios, vídeos de música y cortometrajes. En teatro, actuó en Cielo rojo, Un guapo del 900, Cremona, La niña y el leñador y Crónicas.
Entre 2009 y 2010 Moyano realizó un postgrado en la London Academy of Music and Dramatic Art (Academia de Música y Arte Dramático de Londres, LAMDA), en Inglaterra, y a su vez entrenó en comedia del arte con Marcello Magni.
Moyano regresó a Buenos Aires y coprotagonizó la obra dirigida por Javier Daulte Filosofía de vida en el papel de Pilar, protagonizada por Alfredo Alcón, Claudia Lapacó, Rodolfo Bebán y Marco Antonio Caponi. Por su trabajo en Filosofía de vida, fue nominada a los Premios ACE en la categoría Actriz Revelación. En películas, ha aparecido en Extraños en la noche, dirigida por Alejandro Montiel, Verdades verdaderas, de Nicolás Gil Lavedra, La cacería, dirigida por Carlos Orgambide, y Tiempos menos modernos, del director Simón Franco. En televisión, apareció como Pucca en Babylon, miniserie dirigida por Gastón Portal.
De 2012 a 2013 Moyano estudió en el Conservatorio Nacional Supérieur d'Arte Dramatique de París.
En 2014 Moyano actuó en el Teatro Nacional Cervantes en Bisnietas, dirigida por Julia Calvo. En 2015 protagoniza la película El prisionero irlandés, dirigida por Carlos Juareguialzo y Marcela Silva y Nasute, y en televisión aparece en Milagros en Campaña, mientras que en teatro protagoniza Agatha.

## Filmografía

### Cine
| Año  | Título                                  | Papel                   | Notas                  |
| ---- | --------------------------------------- | ----------------------- | ---------------------- |
| 2007 | Rosario y el mar                        | Rosario                 | Cortometraje           |
| 2009 | Historia breves 5                       | Natalia                 | Segmento: Los extraños |
| 2011 | Verdades verdaderas                     | Exiliada                |                        |
| 2012 | Tiempos menos modernos                  | Alma                    |                        |
| 2012 | Extraños en la noche                    | Mechi                   |                        |
| 2012 | La cacería                              | Lara Kreimer            |                        |
| 2012 | Grey Wolf: Hitler's Escape to Argentina | Araceli                 |                        |
| 2015 | El prisionero irlandés                  | Luisa Ochoa             |                        |
| 2015 | Colonia                                 | Encargada de vuelo      |                        |
| 2016 | Tal vez la próxima                      | Maite                   | Cortometraje           |
| 2016 | Maldito seas Waterfall                  | Reportera               |                        |
| 2019 | Palau, la película                      | Matilde                 |                        |
| 2020 | Devoto, la invasión silenciosa          | Sargento Gutiérrez      |                        |
| 2020 | Crímenes de familia                     | Periodista              |                        |
| 2021 | 10 palomas                              | Mariana / Mamá de Félix |                        |
| 2021 | Sector VIP                              | Laura                   |                        |
| 2022 | El último zombi                         | Laura                   |                        |
| 2022 | Legiones                                | Mariana                 |                        |
| 2023 | Adiós Buenos Aires                      | Ana Färber              |                        |
| 2023 | Juego de brujas                         | Susana                  |                        |
| 2024 | El hijo eterno                          | Jennifer                |                        |
| 2024 | Mi amigo el pingüino                    | Adriana                 |                        |
| 2025 | El tutorial de Samantha                 | Samantha                | Cortometraje           |

### Televisión
| Año  | Título                               | Papel         | Notas                  |
| ---- | ------------------------------------ | ------------- | ---------------------- |
| 2012 | Babilonia                            | Pucca         |                        |
| 2014 | Somos familia                        | Georgina      |                        |
| 2015 | Milagros en campaña                  | Anabella Duró |                        |
| 2015 | Signos                               | Isabel        |                        |
| 2016 | Ahí afuera                           | Susana        | Episodio: «Escondidos» |
| 2017 | Supermax                             | Anette Gijón  |                        |
| 2019 | Monzón                               | Luz           |                        |
| 2019 | Pequeña Victoria                     | Petra         |                        |
| 2020 | Post Mortem                          | Sandra        |                        |
| 2021 | El reino                             | Linda         |                        |
| 2022 | El primero de nosotros               | Carla         |                        |
| 2022 | Limbo                                | Delfina       |                        |
| 2023 | Argentina, tierra de amor y venganza | Laura Medina  |                        |
| 2023 | Familia de diván                     | Vera          |                        |
| 2024 | La mente del poder                   | Verónica      |                        |
| 2025 | Atrapados                            | Mercedes      |                        |

### Web
| Año  | Título      | Papel  | Notas                             |
| ---- | ----------- | ------ | --------------------------------- |
| 2022 | El infierno | Alexia | Episodio: «Fantástica Winchester» |

## Teatro
| Año  | Título                              | Papel                    | Teatro                                | Ref.   |
| ---- | ----------------------------------- | ------------------------ | ------------------------------------- | ------ |
| 2022 | Hacer un plan                       | Maritza                  | Teatro colon                          |        |
| 2021 | La biblioteca sonora de las mujeres | Sylvia Plath             |                                       |        |
| 2019 | Adixxxtos                           | Isabel                   | Microteatro                           |        |
| 2019 | Decimelo con mímica                 | Andrea                   | Microteatro                           |        |
| 2019 | Voces creación performática         | Ella                     | El Crisol                             |        |
| 2018 | La tempestad                        | Miranda                  | Teatro San Martín                     |        |
| 2017 | El empapelado amarillo              | Charlotte Perkins Gilman | Centro Cultural Gral San Martin       |        |
| 2016 | El empapelado amarillo              | Charlotte Perkins Gilman | Noviembre electrónico CCGSM           |        |
| 2015 | Agatha                              | Agatha                   | Alianza Française de Buenos Aires     | [ 16 ] |
| 2015 | Bisnietas                           | Sara                     | Teatro Nacional Cervantes             | [ 13 ] |
| 2012 | Filosofía de vida                   | Pilar                    | Metropolitano II                      | [ 2 ]  |
| 2008 | Cremona                             | La Griega                | Teatro Nacional Cervantes             | [ 6 ]  |
| 2008 | Cielo rojo                          | Anastasia                | Patio de Actores                      | [ 4 ]  |
| 2008 | Un guapo del 900                    | Edelmira                 | Gira por la Provincia de Buenos Aires | [ 5 ]  |
| 2008 | La niña y el leñador                | La niña                  | La Ratonera Cultural                  | [ 7 ]  |
| 2007 | Crónicas                            | Rubia                    | Mantis Club                           | [ 8 ]  |

## Premios y nominaciones
| Año  | Premio      | Categoría         | Trabajo nominado  | Resultado | Ref.  |
| ---- | ----------- | ----------------- | ----------------- | --------- | ----- |
| 2012 | Premios ACE | Actriz revelación | Filosofía de vida | Nominada  | [ 9 ] |